# Manufaktura

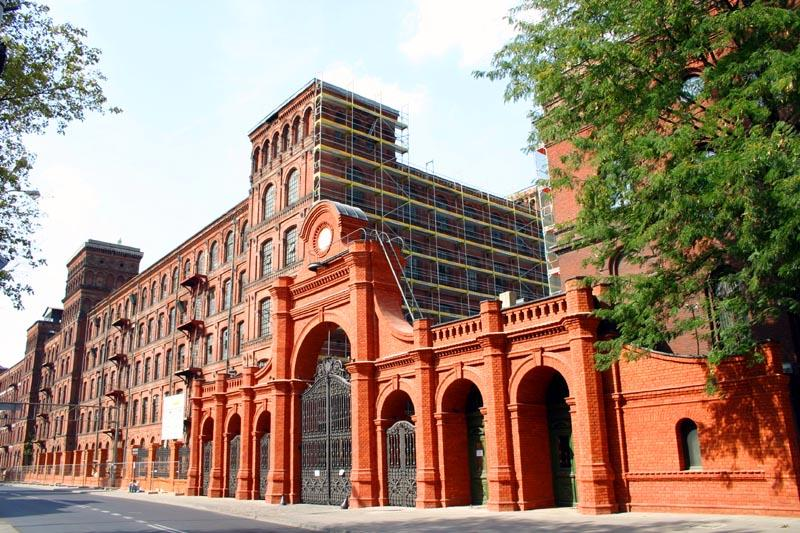
Una de las entradas de Manufaktura.

Manufaktura es un centro comercial y de ocio situado en Łódź, Polonia. Ocupa el espacio entre las calles Zachodnia, Ogrodowa, Drewnowska y Karskiego. Manufaktura abrió sus puertas el 17 de mayo de 2006 tras cinco años de proyecto y cuatro de construcción. La superficie total del complejo es de 27 hectáreas. El proyecto incluyó la renovación de un antiguo edificio industrial. Manufaktura se sitúa en el centro de la ciudad, en el antiguo complejo industrial fundado por Izrael Poznański, conocido también por ser el lugar donde se desarrolla la novela de Władysław Reymont sobre la industrialización de la ciudad de Łódź titulada La Tierra Prometida.

## Descripción

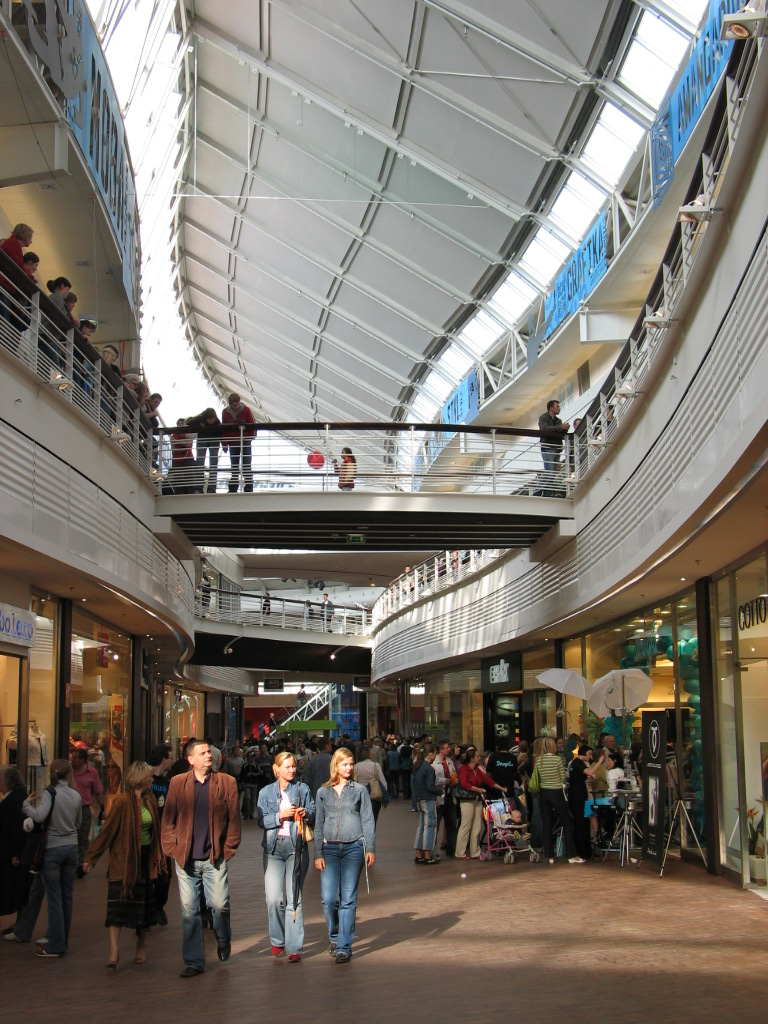
El centro comercial principal.

La restauración pretendía preservar el antiguo ambiente del lugar, y, por tanto, Manufaktura está dominado por arquitectura industrial genuina, con edificios de ladrillo rojo sin revocar. El elemento principal del complejo es la antigua hilandería de cinco plantas situada en Ulica Ogrodowa, construida entre 1877 y 1878 (que explica el nombre del complejo). En 2009 abrió en el complejo un hotel de cuatro estrellas Andel. Todos los demás edificios del complejo tienen un estilo similar, pero son de menor tamaño. La excepción es el centro comercial principal, que es una estructura nueva de vidrio y acero, más baja que los edificios de ladrillo que lo rodean, por lo que no se puede ver desde el exterior.
Una de las entradas de Manufaktura se realiza a través la antigua puerta de la hilandería, semejante a un arco de triunfo. Todo el complejo, con su concepto de mezclar lo antiguo y lo nuevo, fue diseñado por el estudio de arquitectura británico Virgile & Stone de Londres en colaboración con el estudio francés Sud Architectes de Lyon. Los edificios industriales originales fueron diseñados por el famoso arquitecto de Łódź Hilary Majewski en 1872.

## Servicios

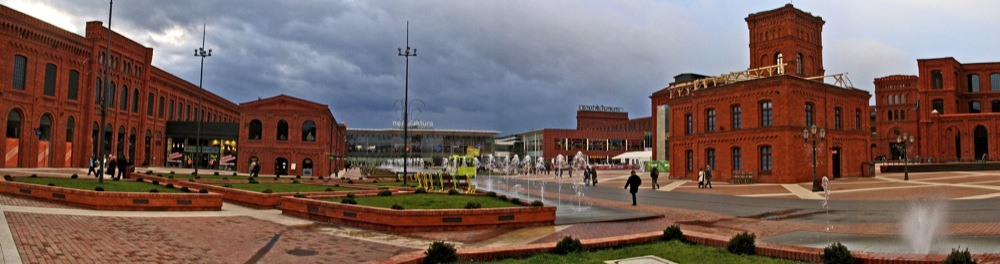
Vista panorámica de la plaza central de Manufaktura.

Manufaktura contiene más de trescientas tiendas, grandes almacenes, restaurantes, pastelerías, cafeterías, pubs y otros establecimientos. El sector servicios ocupa una superficie de más de 12 000 m². El complejo tiene una superficie total de 30 000 m², que le hacen el segundo más grande de Polonia tras la Plaza del Mercado de Cracovia. Su plaza principal contiene la fuente más larga de Europa, con trescientos metros de longitud. Los clientes pueden recorrer el complejo con dos tranvías turísticos. Además de la zona comercial, Manufaktura contiene un complejo de restaurantes, aparcamientos, un centro cultural (que contiene un museo de arte, un museo de ciencias, un museo industrial y el Museo de la Ciudad de Łódź), y un centro de ocio (que contiene un cine multiplex, una bolera, un rocódromo, un gimnasio y un skatepark).